# Gauliga Westfalen 1937/38
Die Gauliga Westfalen 1937/38 war die fünfte Spielzeit der Gauliga Westfalen im Fußball. Die Meisterschaft gewann FC Schalke 04 mit acht Punkten Vorsprung auf Borussia Dortmund. Die „Königsblauen“ blieben in der dritten Spielzeit in Folge ohne Niederlage. Schalke qualifizierte sich für die Endrunde um die deutsche Meisterschaft, wo sie im Final-Wiederholungsspiel gegen Hannover 96 unterlagen und Vizemeister wurden. Die Abstiegsränge belegten SuS Hüsten 09 und der SV Rotthausen. Aus den Bezirksligen stiegen Preußen Münster und Arminia Bielefeld auf. Am 15. April 1938 mussten sich die Bochumer Vereine Germania, TuS 08 und TV 1848 zum VfL Bochum zusammenschließen.

## Abschlusstabelle
| Pl. | Verein                  | Sp. | S  | U | N  | Tore    | Quote | Punkte |
| --- | ----------------------- | --- | -- | - | -- | ------- | ----- | ------ |
| 1.  | FC Schalke 04 (M)       | 18  | 16 | 2 | 0  | 081:100 | 8,10  | 34:20  |
| 2.  | Borussia Dortmund       | 18  | 11 | 4 | 3  | 045:280 | 1,61  | 26:10  |
| 3.  | Westfalia Herne         | 18  | 10 | 5 | 3  | 037:170 | 2,18  | 25:11  |
| 4.  | SpVgg Röhlinghausen (N) | 18  | 8  | 5 | 5  | 031:270 | 1,15  | 21:15  |
| 5.  | Germania Bochum         | 18  | 7  | 3 | 8  | 027:420 | 0,64  | 17:19  |
| 6.  | SV Höntrop              | 18  | 8  | 0 | 10 | 027:340 | 0,79  | 16:20  |
| 7.  | SpVgg Herten            | 18  | 6  | 2 | 10 | 033:320 | 1,03  | 14:22  |
| 8.  | Arminia Marten (N)      | 18  | 5  | 3 | 10 | 023:280 | 0,82  | 13:23  |
| 9.  | SuS Hüsten 09           | 18  | 4  | 2 | 12 | 021:520 | 0,40  | 10:26  |
| 10. | SV Rotthausen           | 18  | 2  | 0 | 16 | 016:710 | 0,23  | 04:32  |

| (M) | Titelverteidiger               |
| (N) | Aufsteiger aus der Bezirksliga |

## Aufstiegsrunde

### Gruppe I
| Platz | Verein                                            | Spiele | Tore  | Quote | Punkte |
| ----- | ------------------------------------------------- | ------ | ----- | ----- | ------ |
| 1.    | Preußen Münster (Sieger Gruppe Münster)           | 6      | 21:60 | 3,50  | 9:30   |
| 2.    | Union Gelsenkirchen (Sieger Gruppe Gelsenkirchen) | 6      | 15:90 | 1,67  | 8:40   |
| 3.    | SG Wattenscheid 09 (Sieger Gruppe Bochum)         | 6      | 09:15 | 0,60  | 7:50   |
| 4.    | Sportfreunde Siegen (Sieger Gruppe Siegerland)    | 6      | 07:22 | 0,32  | 0:12   |

### Gruppe II
| Platz | Verein                                      | Spiele | Tore  | Quote | Punkte |
| ----- | ------------------------------------------- | ------ | ----- | ----- | ------ |
| 1.    | Arminia Bielefeld (Sieger Gruppe Minden)    | 4      | 15:10 | 15,00 | 8:0    |
| 2.    | FC Schwelm 06 (Sieger Gruppe Sauerland)     | 4      | 04:90 | 0,44  | 2:6    |
| 3.    | Alemannia Dortmund (Sieger Gruppe Dortmund) | 4      | 05:14 | 0,36  | 2:6    |